# یوجین اورمندی
یوجین اورمندی (انگلیسی: Eugene Ormandy؛ ۱۸ نوامبر ۱۸۹۹ – ۱۲ مارس ۱۹۸۵) یک نوازندهٔ مشهور ویولن، رهبر ارکستر، و مدرس موسیقی مجارستانی‌الاصل اهل ایالات متحده آمریکا بود.
یکی از دلایل شهرت او، آن بود که به‌مدت ۴۴ سال، رهبر ارکستر سمفونیک فیلادلفیا بود که یکی از طولانی‌ترین زمان‌هایی است که یک رهبر موسیقی، در یک ارکستر می‌ماند. تحت رهبری او، ارکستر سمفونی فیلادلفیا، ۳ گواهی‌نامه طلایی و ۲ جایزه گرمی کسب کرد.